# Конкордия (фестиваль)
Международный фестиваль современной музыки «Конкордия» (Concordia) имени Софии Губайдулиной — музыкальный фестиваль, ежегодно проводимый в Казани.
Фестиваль проводит Государственный симфонический оркестр РТ под управлением Александра Сладковского.
Творческое направление связано с современной музыкой и её пропагандой среди широкой аудитории. Большинство произведений, включаемых в фестивальную программу, звучат в Казани впервые.
Первый фестиваль был приурочен к 80-летнему юбилею Софии Губайдулиной. Композитор с благодарностью приняла идею проведения в Казани форума современной музыки. «Сейчас мы переживаем время, благоприятное только для искусства развлечения. Второй же вид искусства претерпевает громадные трудности, если не сказать агрессивное отрицание. С этой точки зрения Ваше стремление поддержать именно современное искусство и дать этому проекту название „CONCORDIA“, то есть согласие, примирение — это очень важный, хотя и непростой шаг в защиту обоих видов духовной активности. Я уверена, что слушатели Казани очень отзывчивы к тому, что чувствуют и предлагают современные художники. Для меня этот фестиваль — событие. Это большая надежда», — написала в приветствии фестивалю София Губайдулина.

## I фестиваль (2011)
В фестивале приняли участие София Губайдулина, Давид Герингас, Юрий Башмет, Александр Чайковский, Леонид Рошаль. Один из концертов был посвящён творчеству татарских композиторов.

## II фестиваль (2012)
В фестивале приняли участие Гия Канчели, Андрей Эшпай, Юрий Башмет, Ксения Башмет, Вадим Демчог

## III фестиваль (2013)
Фестиваль-2013 посвящён юбилеям Б. Бриттена, К. Пендерецкого и Л. Бернстайна. В нём приняли участие Андрес Мустонен, Лукас Генюшас, Сергей Накаряков, Игорь Федоров, Кристофер Мулдс, Рустем Кудояров.